# 大阪府立泉陽高等学校
大阪府立泉陽高等学校（おおさかふりつせんようこうとうがっこう、英称：Osaka Prefectural Senyo Senior High School）は、大阪府堺市堺区にある公立高等学校。

## 概要
全日制普通科を設置する高等学校である。
1874年に開口神社に開設された女紅場を源流とし、1900年に堺市立高等女学校として創立した。大阪府立堺高等女学校に改編されたのち、大阪府立泉陽高等学校となっている。
校内には、同校の前身の堺女学校卒業生でもある与謝野晶子の詩碑が設置されている。

## 沿革

### 学校創立
1874年5月に開口神社に女紅場が開設されたことが学校の源流となっている。1888年には堺区立堺女学校となった。
1889年には堺市が市制を施行したことに伴い、堺市立堺女学校へと改称している。1900年に高等女学校へと改編され、堺市立堺高等女学校と称した。
学校では、1900年の高等女学校への改編をもって学校創立と位置づけている。大阪府内の旧制高等女学校、およびそれを母体とする新制高等学校としては、現在の大阪府立大手前高等学校に次いで2番目に古い歴史を有する。
学校発祥の地の開口神社には、大阪府立泉陽高等学校発祥の地の記念碑が建立されている。

### 堺高等女学校
1911年8月には朝日新聞関西講演会により夏目漱石が来校し、「中身と形式」と題して講演をおこなっている。
1912年には堺市から大阪府に移管され、大阪府立堺高等女学校へと改編された。
1945年には空襲により校舎を全焼し、翌1946年より大阪アルミニウム株式会社（現・日本軽金属）青年学校を仮校舎として授業を再開した。その後1948年、現在地に校舎が復旧している。

### 新制高等学校
学制改革により、1948年に大阪府立泉陽高等学校へと改編された。
新制高等学校の校名選定の際には、「堺」の文字を冠したかったとされるが、旧制堺中学校（大阪府立三国丘高等学校）と競合することになり調整がつかず、最終的には旧制堺中学校・旧制堺高等女学校の双方とも「堺」の文字を使わないことで合意した。「泉陽」の校名は、堺の別称のひとつから取られた。
いわゆる高校三原則による男女共学制度の導入の際、堺市では、府立堺中学校（三国丘高等学校）・府立堺高等女学校（泉陽高等学校）・堺市立高等女学校の3校を新制高等学校に移行して、3校間での生徒交流が構想された。しかし当時府立校と市立校の間に学校格差があったことを背景に生徒交流作業が進まず、堺中学校から堺市立高等女学校に移ることになった男子生徒が強く拒否するなどして紛糾したことで生徒交流作業は遅れた。最終的には堺市立高等女学校の校長が同校を廃校にする決断をおこない、府立校2校での生徒交流となった。泉陽高等学校では三国丘高等学校（堺中学校）と男女生徒を交流し、また廃校となった堺市立高等女学校から女子生徒が転入している。

### 年表
- 1874年5月 - 開口神社に女紅場が開設される。
- 1888年1月 - 堺区立堺女学校となる。
- 1889年 - 市制施行に伴い、堺市立堺女学校となる。
- 1900年4月1日 - 高等女学校に改編され、堺市立堺高等女学校となる（学校創立）。
- 1903年 - 現在地へ移転する。
- 1911年8月 - 夏目漱石来校、講演。
- 1912年4月1日 - 堺市より大阪府へ移管され、大阪府立堺高等女学校に改称される。
- 1922年9月21日 - 当時の同窓会愛泉会により堺愛泉女学校（現・愛泉学園堺リベラル中学校・高等学校）が設立される。
- 1934年 - 室戸台風により校舎を損壊する。生徒が1名死亡する。
- 1939年 - 泉北郡福泉町に農園を開設し、撫子寮（宿泊施設）を建設する（1949年に処分）。
- 1945年7月 - 堺大空襲により大部分の校舎を焼失する。生徒1名が死亡する。
- 1946年 - 大阪アルミニウム株式会社（現・日本軽金属）青年学校(現・イトーヨーカ堂津久野店敷地・宅地)を仮校舎とする。
- 1948年 - 元の校地（現在地）へ復帰し、同時に隣地（宅地・墓地）を買収して拡張する。
- 1948年4月1日 - 学制改革により大阪府立泉陽高等学校となる。大阪府立堺中学校（現・大阪府立三国丘高等学校）との間で教員・生徒を交流し男女共学となる。
- 2002年 - 大阪府教育委員会からエル・ハイスクール事業の指定を受ける。

## 出身者

### 学者
- 井上正也 - 慶應義塾大学法学部教授
- 岡田忠克 - 関西大学人間健康学部教授(高校41期)
- 垣田裕介 - 大阪公立大学大学院生活科学研究科教授(高校46期)
- 森井昌克 - 神戸大学工学部教授(高校29期)

### 文芸
- 友国晴子 - 教育者。親和女学校（現・神戸親和大学）創立者(堺女紅場)
- 中野晴行 - ノンフィクション作家（マンガ研究家）(高校25期)
- 西加奈子 - 小説家、「さくら」「きいろいゾウ」（小学館）等 (高校48期)
- 与謝野晶子 - 歌人 (女学校技芸科)
- 由起しげ子 - 作家 (旧制16期)

### 芸能
- 石若雅弥 - 作曲家（高校52期）
- 大上留利子 - R&Bシンガー(高校21期)
- 4代目旭堂南陵 - 講談師(高校20期)
- 沢口靖子 - 女優(高校36期)
- 清水健 - 元・讀賣テレビアナウンサー(高校47期)
- 田代純 - NHK大津放送局アナウンサー(高校37期)
- 辻茜 - ミュージカル俳優
- 辻啓 - フォトグラファー
- 寺本勲 - 声優・ナレーター青二プロダクション所属(高校48期)
- 栂井丈治 - 元関西テレビプロデューサー(高校4期)
- 土井悠平 - 文化放送アナウンサー(高校59期)
- 橋田壽賀子 - 脚本家(旧制41期)
- ヒロコ・ムトー - 作家・作詞家(高校16期)
- 松井昭憲 - 元毎日放送アナウンサー(高校17期)
- 源高志 - 放送作家・作家(高校18期)
- 宮本充 - 舞台俳優・声優(高校29期)
- 森祐理 - ゴスペルシンガー。元NHK教育テレビ番組「ゆかいなコンサート」歌のお姉さん(高校38期)
- 森川聡子 - アニメーター(高校27期)[要出典]
- 矢吹寿秀 - NHK制作局チーフプロデューサー(高校35期)

### スポーツ
- 伊佐嘉矩 - 十種競技選手
- 加藤光雄 - サッカー日本代表(高校23期)
- 中村大成 - 南海ホークス投手 / 1955年パシフィック・リーグ最優秀投手(高校6期)
- 吉田定敬 - 東映フライヤーズ投手(高校10期)

## 交通
- 南海高野線堺東駅
- 阪堺電気軌道阪堺線花田口停留場
- 南海本線堺駅